# Gumercindo
Gumercindo är en udde i Antarktis. Den ligger i Västantarktis. Argentina, Chile och Storbritannien gör anspråk på området.
Terrängen inåt land är huvudsakligen platt. Gumercindo är den högsta punkten i trakten. Trakten är obefolkad. Det finns inga samhällen i närheten.